# Коришево
Коришево — деревня в Талдомском районе Московской области России. Входит в состав сельского поселения Гуслевское. Население — 0 чел. (2010).

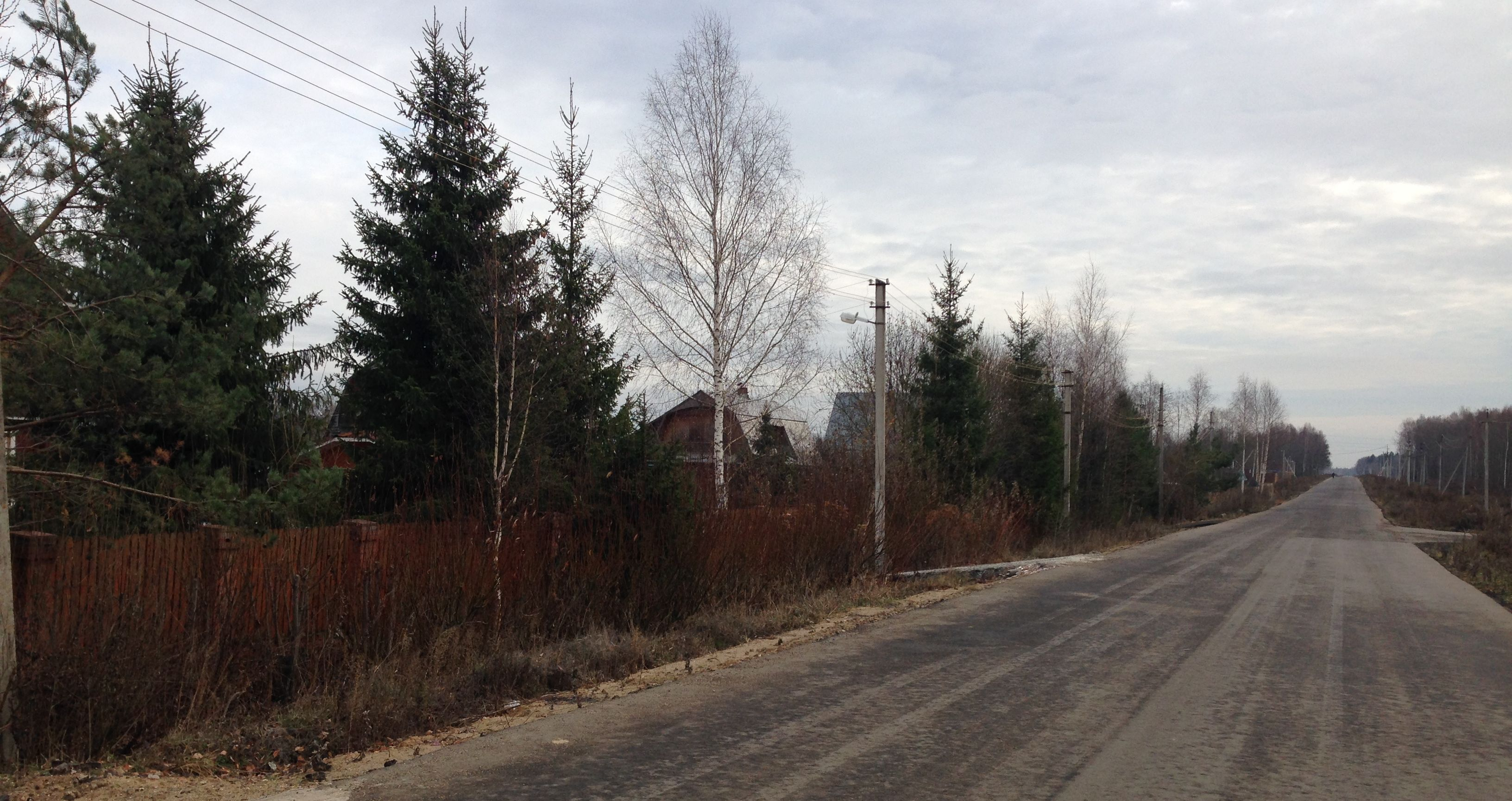
Вид на деревню с основной дороги

## География
Расположена на севере Московской области, в южной части Талдомского района, примерно в 13 км к югу от центра города Талдома, на левом берегу впадающей в Волгу реки Дубны. Ближайшие населённые пункты — деревни Тарусово и Троица-Вязники.

## Население
| 1859 | 1890 | 1926 | 2002 | 2006 | 2010 |
| ---- | ---- | ---- | ---- | ---- | ---- |
| 100  | ↗161 | ↘127 | ↘0   | ↗3   | ↘0   |

## История
В «Списке населённых мест» 1862 года Коришево — владельческое сельцо 2-го стана Дмитровского уезда Московской губернии между Кашинским и Клинским трактами, при реке Дубне, в 32 верстах от уездного города, с 10 дворами и 100 жителями (51 мужчина, 49 женщин).
По данным 1890 года входило в состав Гарской волости Дмитровского уезда, проживал 161 человек.
В 1913 году — 20 дворов и 3 башмачных заведения.
Постановлением президиума ВЦИК от 15 августа 1921 года Гарская волость была включена в состав образованного Ленинского уезда Московской губернии.
По материалам Всесоюзной переписи населения 1926 года — деревня Тарусовского сельского совета Гарской волости Ленинского уезда, проживало 127 жителей (60 мужчин, 67 женщин), насчитывалось 26 хозяйств, среди которых 20 крестьянских.
С 1929 года — населённый пункт в составе Ленинского района Кимрского округа Московской области, с 1930-го, в связи с упразднением округа, — в составе Талдомского района (ранее Ленинский район) Московской области.
До муниципальной реформы 2006 года — деревня Гуслевского сельского округа.